# Vita Sándor (közgazdász)
Vita Sándor (Nagyszeben, 1904. február 1. – Budapest, 1993. január 26.) erdélyi magyar közgazdász, közgazdasági szakíró, szerkesztő, Vita Zsigmond bátyja.

## Életútja
Középiskolai tanulmányait a gyulafehérvári Mailáth Gimnáziumban, majd a nagyenyedi Bethlen Gábor Kollégiumban végezte. 1922-ben érettségizett, ezután a budapesti és a bécsi Kereskedelmi Akadémián folytatta tanulmányait. Erdélybe hazatérve először Kolozsváron volt banktisztviselő, 1932-től a Hangya-szövetkezetek nagyenyedi központja, 1936 után a kolozsvári Hitel- és Tejszövetkezetek tisztviselője, egy ideig lapjuknak, a Szövetkezeti Értesítőnek a szerkesztője. Közben a szövetkezeti mozgalom jobb megismerése érdekében tanulmányutat tett Lengyelországban, Dániában és Finnországban. Az 1930-as években bekapcsolódott az ifjúsági mozgalomba. 1938–44 között Albrecht Dezső, Kéki Béla és Venczel József mellett tagja volt a Hitel négytagú szerkesztőbizottságának, azon belül a folyóirat gazdasági szakértője. A vásárhelyi találkozó előkészítő bizottságának tagja, a Találkozón az erdélyi magyar gazdasági kérdésekről tartott előadást. 1939-ben tervezetet készített egy erdélyi magyar statisztikai központ létesítésére, s amikor az az EMGE keretében megvalósult, Szász Pál kérésére átvette irányítását.
1940–44 között az Ellenzék igazgatója; az Erdélyi Párt behívott képviselője a magyar országgyűlésben, s pártja képviselőcsoportjának tagjaként a józanság, a mértéktartás, nemzetiségi kérdésekben a humanitás érvényesítésére törekedett. 1944-ben a minisztériumban a zsidók deportálása ellen emelt szót, 1944 júliusától tagja volt annak az Erdélyi Párti csoportnak, amely tárgyalásokat folytatott a baloldali értelmiségiek Békepárt néven ismert csoportjával a fegyverszünet megkötéséről. Szeptemberben Mikó Imrével és másokkal együtt memorandumot intézett Horthy Miklóshoz, amelyben a háborúból való azonnali kilépést sürgették. (Ide vonatkozó interjúi: Tiszatáj, 1981/10, Valóság, 1982/4.) Az 1944 októberében Kolozsvárra bevonuló szovjet hadsereg elhurcolta, és csak egy év múlva szabadult. Ezután Budapesten telepedett le; egy ideig a református egyházi sajtóban dolgozott, de onnan Kádár Imre nyomására eltávolították. Ekkor egy kisipari szövetkezetnél kapott munkát, 1959-ben politikai vádakkal innen is kitették. 1959-től nyugdíjasként visszavonultan élt Budapesten.

## Művei

### Cikkek
Számos cikke jelent meg a Hitelben (többek között a Metamorphosis Transylvaniae rovatban). Fontosabbak ugyanitt: 
- Erdélyi szövetkezetek (1936/1. 45–56)
- A Székelyföld iparosítása (1937/3. 264–267)
- A Székelyföld önellátása (1937/4. 269–284)
- Gazdaságpolitikánk lehetőségei (1939/1. 64–73)
- Erdély mezőgazdaságának helyzetképe (1939/3. 211–228)
- Tallózás az 1930. évi román népszámlálás köteteiben (1940/1. 27–43)
- A németek Erdély gazdasági életében (1943/6. 375–379)

### Kötetek
- Kedves Zsigmond! Vita Sándor levelei Vita Zsigmondhoz; sajtó alá rend. Győrfi Dénes; Mentor, Marosvásárhely, 2009
- A Hiteltől a Tisztelt Házig. Visszaemlékezés, napló (1943–1944), országgyűlési beszédek; sajtó alá rend., tan. Hunyadi Attila Gábor; Polis, Kolozsvár, 2014
- Erdélyi gazdaság, erdélyi politika. Tanulmányok, cikkek, dokumentumok, 1933–1946; tan., jegyz. Sárándi Tamás; Polis, Kolozsvár, 2015